# جزلهن (حديبو)

تعديل مصدري - تعديل

جزلهن إحدى قرى مديرية حديبو التابعة لمحافظة سقطرى، بلغ تعداد سكانها 46 نسمة حسب تعداد اليمن لعام 2004.